# Serge Bourguignon
Serge Bourguignon (Maignelay-Montigny, Oise, 3 de setembre de 1928) és un actor, guionista i director de cinema francès. És reconegut internacionalment per haver dirigit Les Dimanches de Ville d'Avray, guanyadora de l'Oscar a la millor pel·lícula de parla no anglesa el 1962.
Serge Bourguignon va realitzar diversos documentals geogràfics a Àsia, inclòs un sobre Sikkim, durant una expedició al cor de l'Himàlaia, després va fer curtmetratges com Le Sourire que va obtenir la Palma d'Or al millor curtmetratge al 13è Festival Internacional de Cinema de Canes (1960). El 1962 va digirir Les Dimanches de Ville d'Avray basada en la novel·la de Bernard Eschasseriaux. Va guanyar l'Oscar a la millor pel·lícula de parla no anglesa el 1963.

Serge Bourguignon va ser injuriat pels cineastes de la Nouvelle Vague. Segons el crític de cinema Michel Aubriant,
| « | havia proclamat prou vegades que no pertanyia a cap escola, cap capella, que havia fet les seves classes viatjant per l'Índia i Malàisia, amb una càmera a la mà i que les tempestes a les tintes parisenques el deixaven indiferent | » |

. Al mateix article, el jove cineasta explica el seu èxit nord-americà en el fet de veure
| « | després de tantes obres de joves cineastes francesos imbuïdes de l'esperit amateur, una pel·lícula que mostrava un cert respecte per la professió. | » |

Després d'aquest èxit als Estats Units, Hollywood el va cridar. Va rebutjar 24 propostes de producció, entre elles Reflexos en un ull daurat i El planeta dels simis. Va acceptar un projecte amb Natalie Wood titulat Cassandra at the Wedding, però l'agent de la vedet de West Side Story temia que la pel·lícula malmetés la imatge de l'actriu, ja que el guió es basava en una relació ambigua entre dues germanes bessones. Serge Bourguignon va decidir llavors dirigir The Reward a la Vall de la Mort amb Max von Sydow i Yvette Mimieux en els papers principals, pel·lícula que havia volgut dirigir durant alguns anys.
Brigitte Bardot, principal estrella d'aquells anys, el va cridar per dirigir A cor què vols, rodada a Escòcia el 1966 amb Laurent Terzieff, Jean Rochefort i James Robertson Justice. Malgrat la qualitat de la pel·lícula, que es va estrenar el 1967, la premsa era més interessada en la vida privada de Brigitte Bardot que en la mateixa pel·lícula.
El cineasta també és acreditat sovint com a director de la pel·lícula The Picasso Summer, estrenada el 1969. però de fet va ser Robert Sallin qui havia estat cridat a dirigir-la després que Serge Bourguignon va abandonar el projecte enmig de rodatge, a causa d'un profund desacord amb els productors. El seu nom no apareix pas als crèdits de la pel·lícula.
Serge Bourguignon també va mantenir una llarga relació amb l'actriu Yvette Mimieux, que havia dirigit al cinema.

## Filmografia
Curtmetratges
- 1948: Académie de peinture (dirigit dins de l'Institut des hautes études cinématographiques)
- 1952: Le Rhin fleuve international dirigit per André Zwobada (només guionista)
- 1953: Médecin des sols
- 1954: Démons et Merveilles de Bali
- 1954: Bornéo
- 1957: Jeune Patriarche
- 1958: Marie Lumière (projecte no realitzat)[9]
- 1959: Le Montreur d'ombres
- 1959: Escale
- 1960: Le Sourire
- 1960: Étoile de mer

Llargmetratges
- 1956: Sikkim, terre secrète (documental)
- 1962: Les Dimanches de Ville d'Avray
- 1965: The Reward
- 1967: A cor que vols
- 1978: Mon royaume pour un cheval (documental)
- 1985: The Fascination

Sèries documentals per televisió
- 1980: Le Signe du cheval (6 episodis)
- 1992-1995: Impressions d'extrême-océan (6 episodis)
- 1994: Le Sourire et la Conscience (2 episodis) (sortit directament en VHS)

Ajudant de director
- 1950: Les Enfants terribles[10] de Jean-Pierre Melville
- 1951: Capitaine Ardant d'André Zwobada

Actor
- 1951: Capitaine Ardant d'André Zwobada
- 1962: Les Dimanches de Ville-d'Avray : El cavaller

Publicació
- 1955: Sikkim ou le langage du sourire[11]

Disc
- 1956: Musique Tibétaine du Sikkim (Disque Microsillon 33 tours, 30 cm.)[12]

## Premis
- 1958: Selecció oficial al Festival Internacional de Cinema de Karlovy Vary[13] per Le jeune patriarche
- 1960 : Medalla d'or del Senat d'Itàlia al Festival de Cinema de Florència per Le jeune patriarche[14]
- 1960: Palma d'Or al millor curtmetratge per Le Sourire
- 1962: 23a Mostra Internacional de Cinema de Venècia: Menció especial del jurat i Prix Maschere (Premi de la Crítica Internacional) per Les Dimanches de Ville d'Avray
- 1963: Oscar a la millor pel·lícula de parla no anglesa per Les Dimanches de Ville d'Avray
- 1963: Globus d'Or de 1963: Nominació al premi internacional Samuel Goldwyn per Les Dimanches de Ville d'Avray.
- 1963: Millor posada en escena al Victoires du cinéma français 1963 per Les Dimanches de Ville d'Avray
- 1964: Blue Ribbon Awards per Les Dimanches de Ville d'Avray
- 1964: Nominació a l'Oscar al millor guió adaptat per Les Dimanches de Ville d'Avray.